# 全国教室ディベート連盟
全国教室ディベート連盟（ぜんこくきょうしつでぃべーとれんめい、英:National Association of Debate in Education、略:NADE、略読:ねーど）とは東京都千代田区に主たる事務所を置く日本のディベート団体。特定非営利活動法人。

## 沿革・組織概要
1996年に結成された。同年より毎年、全国中学・高校ディベート選手権（ディベート甲子園）を主催している。
2004年に特定非営利活動法人としての認証を受ける。
2023年現在、千葉大学教授、千葉大学教育学部附属中学校校長の藤川大祐が理事長を務めている。

## 活動概要
結成後、中高生に対して主に学校でのディベート普及等を目的として様々な活動を行っている。その最たる物は1996年より主催している全国中学・高校ディベート選手権であるが、他にも研究会、研修などを行っている。

## 運営形態
組織は全国を北海道、東北、関東甲信越、北陸、東海、近畿、中国・四国、九州の8つの地区に分け、それぞれに支部を置き、その支部に全国教室ディベート連盟各地区事務所がある。各支部はある程度独立しており、独自の大会なども開催している。

## 運営方針
1. 全国共通のスタンダードを維持する
2. 中高生の参加機会、学習機会を最大化する
3. ステークホルダー全体に公平に接し、意見を取り入れる
4. 優れた人材が集まり、成長し、楽しめる環境を創る